# Seznam znanih transspolnih ljudi
To je seznam transspolnih javnih osebnosti.
- Thomas Beatie
- Georgina Beyer
- Chaz Bono
- Laverne Cox
- Pia Filipčič
- Laura Jane Grace
- Wendy Carlos
- Caroline Cossey
- Caitlyn Jenner
- Andreas Krieger
- Chelsea Manning
- Janet Mock
- Planningtorock
- Ljuba Prenner
- Salome
- Vladimir Luxuria

- Transspolnost